# Липскеров, Георгий Абрамович
Георгий Абрамович Липскеров (1896—1977) — советский фотограф и кинодокументалист.

## Биография
Родился в 1896 году в Москве в семье потомственного почётного гражданина, купца, издателя Абрама Яковлевича Липскерова. По некоторым сведениям учился в Пажеском корпусе.
Участвовал в Гражданской войне в России. Свою профессиональную деятельность начал в 1923 году. Работал фотокорреспондентом в «Союзфото», затем в фотохронике ТАСС. Его фотографии печатались в московских периодических изданиях. Наряду с фотографией занимался спортом — был чемпионом Москвы по тройному прыжку, чемпионом страны по гребле, занимался парашютным спортом и лыжами.

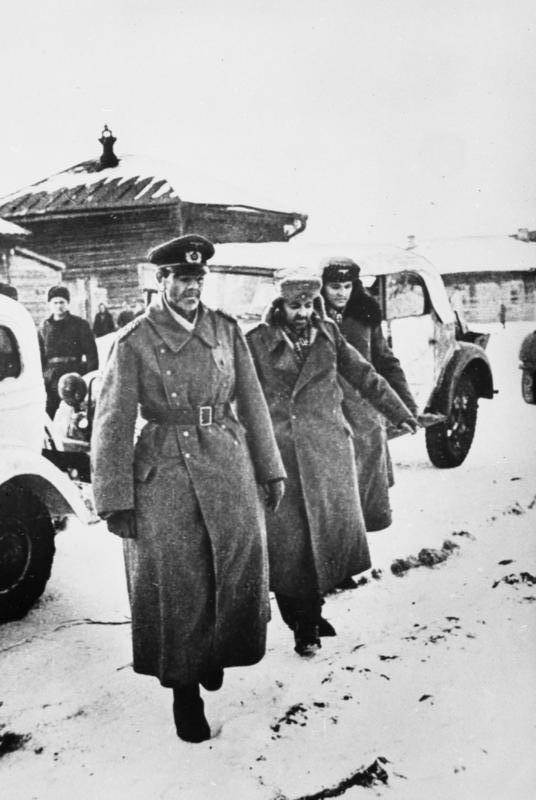
Пленение генерал-фельдмаршала Паулюса (фотография Георгия Липскерова)

В первые дни Великой Отечественной войны вступил в народное ополчение, участвовал в боях под Москвой. 16 января 1942 года был мобилизован и направлен фотокорреспондентом в армейскую газету «За Родину» 64-й армии. Липскеров был фоторепортёром армейской газеты «За Родину». Побывал на многих фронтах, снимал бои под Москвой, под Сталинградом, на Курской дуге. В августе 1943 года политуправлением 2-го Украинского фронта был прикомандирован к киногруппе Романа Кармена. С апреля 1944 года и до конца 1945 года проработал в армейской газете 52-й армии «Боевая красноармейская». Имел воинское звание гвардии старший лейтенант.
Георгий Абрамович Липскеров является автором снимка пленённого немецкого фельдмаршала Паулюса в 1943 году.
После войны работал специальным фотокорреспондентом в фотохронике ТАСС; публиковался в журналах «Огонёк», «Физкультура и спорт» и в издательстве «Детгиз». В последние годы жизни Липскеров стал автором порядка десяти книг в серии «По дорогим местам».
Был награждён орденом Отечественной войны 2-й степени, а также медалями, среди которых «За отвагу», «За оборону Сталинграда», «За победу над Германией».
После войны проживал в коммунальной квартире в Москве, в одном из переулков в районе Чистых прудов (упоминается как сквозной персонаж «дядя Жорж» в сборнике-воспоминаниях Барона фон Хармеля (подлинное имя — Коган Эммануил Рафаилович) «В Москве у Харитонья»).
Умер в 1977 году. Похоронен на Донском кладбище.

## Семья
- Брат — поэт Константин Липскеров. Двоюродный брат — адвокат Александр Фёдорович Липскеров. Внуком его брата Владимира (1883—?) был балетмейстер Кирилл Ласкари.
- Племянник (сын двоюродного брата) — конферансье и эстрадный режиссёр Фёдор Александрович Липскеров (1911—1977), отец писателя и сценариста Михаила Липскерова (род. 1939).[5]
- Супруга — Екатерина Липскерова (в девичестве Шмитт).